# Hydropathes
Les Hydropathes è un circolo letterario parigino che è esistito tra il 1878 e il 1890 e che ha prefigurato il movimento simbolista.

## Il circolo
Dopo la guerra del 1870, si crearono a Parigi numerosi circoli letterari la cui longevità e importanza furono estremamente varie. Il circolo degli Hydropathes fu uno dei più importanti sia per la sua durata sia per gli artisti che vi parteciparono.
Il circolo fu creato da Émile Goudeau l'11 ottobre 1878. Egli scelse il nome Hydropathes (etimologicamente: colui che l'acqua rende malato) a partire da un valzer chiamato Hydropathen di Joseph Gungl che lo intrigava.
Si può ugualmente pensare che si tratti di un gioco di parole, nello spirito di queste giovani persone. Goudeau, ossia, Goût (goccia) d'eau (d'acqua), per persone che non amano molto l'acqua... e questo dà "hydropates"…
Il primo obiettivo del circolo era di celebrare la letteratura e in particolare la poesia. Ma i membri professavano ugualmente il rifiuto dell'acqua come bevanda a beneficio del vino. Charles Cros scrisse: 

Hydropathes, cantiamo di cuore

La nobile canzone dei liquori
Il circolo ebbe un notevole successo: fin dalla sua prima seduta, riunì settantacinque persone e contò in seguito dai trecento ai trecentocinquanta partecipanti. Questa riuscita era dovuta in gran parte al suo presidente e animatore Émile Goudeau ma anche da una certa benevolenza delle autorità e alla facilità d'iscrizione. Chi voleva iscriversi non era tenuto a menzionare sulla sua domanda al presidente un qualsiasi talento nella letteratura, poesia, musica, declamazione o di tutta altra arte.
I partecipanti declamavano le loro poesie o la loro prosa a voce alta davanti al pubblico negli incontri del venerdì sera. Il circolo si riunì in un primo tempo in un caffè del Quartiere Latino poi, a partire dal 1881, al Chat noir di Rodolphe Salis. La sala era sempre colma e le serate erano epiche. È dopo una serie di parapiglia provocata dal trio Jules Jouy, Sapeck e Alphonse Allais che lanciarono dei petardi e dei fuochi d'artificio che il circolo chiuse nel 1890.

## Il giornale
Émile Goudeau creò nel gennaio 1879 un giornale bisettimanale L'Hydropathe. Questo giornale pubblicava gli interventi, poesia o monologo dei membri del circolo. Il suo creatore ne era anche il caporedattore.
Il giornale cessò di esistere nel maggio 1890.

## L'eredità
Numerosi giovani poeti e scrittori di quegli anni furono membri di questo circolo. Citiamo per esempio:
- Alphonse Allais
- Léon Bloy, cugino di Émile Goudeau
- Paul Bourget
- François Coppée
- Charles Cros
- Gustave Kahn
- Jules Laforgue
- Guy de Maupassant
- Jean Moréas
- Germain Nouveau
- Maurice Rollinat

Il movimento degli Hydropathes fu uno dei crogioli che annunciò il simbolismo.
| Controllo di autorità | VIAF (EN) 195891772 |